# Daoulas (Blavet)
Der Daoulas ist ein französischer Fluss im Département Côtes-d’Armor, in der Region Bretagne. Er entspringt nördlich von Saint-Mayeux und mündet nach rund 19 Kilometern östlich von Gouarec als linker Nebenfluss in den Blavet. Knapp vor seiner Mündung durchbricht er einen Höhenrücken und bildet dabei die imposante Schlucht Gorges du Daoulas.

## Orte am Fluss
- Laniscat